# Romain Barras
Romain Barras (Calais, 1º agosto 1980) è un multiplista francese.
Ha ottenuto la medaglia d'oro nel decathlon ai campionati europei 2010 di Barcellona stabilendo il suo nuovo record personale.
Oltre ad essere un atleta di alto livello, insegna educazione fisica.

## Carriera
Allenato fino al 2002 da suo padre Pascal, è seguito in seguito da Jean-Yves Cochand.
Nel 2001 partecipa alla sua prima Universiade a Pechino arrivando quinto. All'edizione successiva, nel 2003 a Taegu, riesce ad ottenere il primo posto.
Nel 2004 si qualifica per le Olimpiadi di Atene, ma arriva solo tredicesimo (gara vinta dal ceco Roman Šebrle).
Nel 2005 partecipa ai Giochi del Mediterraneo ad Almería vincendo la gara con 8127 punti davanti al connazionale Rudy Bourguignon. Lo stesso anno, ai campionati mondiali di Helsinki arriva settimo, battuto dallo statunitense Bryan Clay.
Nel 2008 alle Olimpiadi di Pechino arriva quinto e l'anno successivo, in una gara ad Arles, con 8239 punti si qualifica per i mondiali di Berlino.
Qui, si piazza al dodicesimo posto con 8204 punti, recuperando il pessimo piazzamento della prima giornata (era solo 22º).
Il 30 maggio 2010 al Meeting di Götzis, in Austria, arriva secondo dietro all'americano Bryan Clay ad un solo punto dal suo personale.
Il 27 giugno 2010, nella Coppa d'Europa, migliora il suo record personale con 8313 punti.
Il 29 luglio 2010 agli europei di Barcellona vince la prova di decathlon facendo 8453 punti (nuovo record personale), diventando il quarto francese migliore di sempre nella disciplina.

## Palmarès
| Anno | Manifestazione           | Sede       | Evento    | Risultato | Prestazione | Note                                     |
| ---- | ------------------------ | ---------- | --------- | --------- | ----------- | ---------------------------------------- |
| 2001 | Europei under 23         | Amsterdam  | Decathlon | 4º        | 7 821 p.    |                                          |
| 2001 | Universiadi              | Pechino    | Decathlon | 5º        | 7 876 p.    |                                          |
| 2003 | Universiadi              | Taegu      | Decathlon | Oro       | 8 196 p.    |                                          |
| 2004 | Giochi olimpici          | Atene      | Decathlon | 13º       | 8 067 p.    | Miglior prestazione personale stagionale |
| 2005 | Giochi del Mediterraneo  | Almería    | Decathlon | Oro       | 8 127 p.    |                                          |
| 2005 | Mondiali                 | Helsinki   | Decathlon | 7º        | 8 087 p.    |                                          |
| 2005 | Giochi della Francofonia | Niamey     | Decathlon | Oro       | 8 046 p.    |                                          |
| 2006 | Europei                  | Göteborg   | Decathlon | 8º        | 8 093 p.    |                                          |
| 2007 | Europei indoor           | Birmingham | Eptathlon | 6º        | 5 883 p.    | Miglior prestazione personale stagionale |
| 2007 | Mondiali                 | Osaka      | Decathlon | 7º        | 8262 p.     |                                          |
| 2008 | Giochi olimpici          | Pechino    | Decathlon | 4º        | 8 253 p.    | Miglior prestazione personale stagionale |
| 2009 | Mondiali                 | Berlino    | Decathlon | 11º       | 8 204 p.    |                                          |
| 2010 | Europei                  | Barcellona | Decathlon | Oro       | 8 453 p.    | Miglior prestazione personale            |
| 2011 | Mondiali                 | Taegu      | Decathlon | 11º       | 8 134 p.    | Miglior prestazione personale stagionale |
| 2016 | Europei                  | Amsterdam  | Decathlon | 6º        | 8 002 p.    |                                          |

## Record personali
- Decathlon: 8453 punti (28 et 29 luglio 2010 a Barcellona)
- Eptathlon: 5895 punti (11 et 12 febbraio 2006 a Praga)

## Piazzamenti a livello nazionale
- Oro ai Campionati nazionali francesi nel 2005
- Argento ai campionati nazionali francesi nel 2003
- Argento ai campionati nazionali francesi indoor nel 2003
- Oro e  Argento ai Campionati nazionali francesi promesse nel 2001 e 2002